# 罗伯特·伯恩 (国际象棋运动员)
罗伯特·尤金·伯恩（英語：Robert Eugene Byrne，1928年4月20日—2013年4月12日），美国国际象棋大师。

## 生平
1972年至2006年长期任《纽约时报》国际象棋专栏作家。
2013年4月12日，因病于纽约家中逝世。
他的弟弟唐纳德·伯恩（Donald Byrne）也是著名的国际象棋选手。

## 外部連結
- 罗伯特·伯恩的国际棋联等级分卡
- 罗伯特·伯恩 (国际象棋运动员)－在ChessGames.com的棋手檔案
- Statistics at ChessWorld.net （页面存档备份，存于）